# 농촌부흥 희망재단
농촌부흥 희망재단은 사단법인 전국농업기술자협회의 창립정신 계승 발전을 통한 아름다운 농심사랑 정신 실천과 지속 가능한 농업·농촌을 위한 도·농 상생의 국민농업운동 확산으로 남북한 농업·농촌의 중흥, 회원 및 농업인의 복리증진과 권익 보호, 국민의 삶의 질 향상 등에 기여할 목적으로 2015년 7월 14일 설립허가된 농림축산식품부 소관의 재단법인이다. 사무실은 서울특별시 용산구 이촌로 223-13, 농업기술진흥관에 있다.

## 대표자
- 윤천영

## 주요사업
- 전국농업기술자 대회 지원
- 국민농업운동 확산 및 후계인력양성 지원
- 통일기반 조성을 위한 북한 농업연구 및 지원